# 풍기 김씨
풍기 김씨(豊基金氏)는 경상북도 영주시 풍기읍을 본관으로 하는 한국의 성씨이다.
시조 김숭원(金崇元)은 풍기에 살면서 조선에서 오위도총부 부총판 등 여러 벼슬을 지냈다.

## 참고 자료
- “풍기김씨(豊基金氏)”. 뿌리를 찾아서.[깨진 링크(과거 내용 찾기)]